# Fausta florea
Fausta florea är en tvåvingeart som beskrevs av Robineau-desvoidy 1830. Fausta florea ingår i släktet Fausta och familjen parasitflugor.
Artens utbredningsområde är Frankrike. Inga underarter finns listade i Catalogue of Life.